# Forough Farrokhzad
Pour les articles homonymes, voir Farrokhzad.
Forough Farrokhzad (en persan : فروغ فرخزاد), née le 5 janvier 1935 à Téhéran et morte le 13 février 1967 dans la même ville, est une poète contemporaine iranienne.

## Biographie
Née dans une famille de militaires à Téhéran en 1935, Forough épouse à l’âge de 16 ans Parviz Shapour (en), satiriste iranien de renom, puis déménage à Ahvaz pour suivre son mari. 
Farrokhzad se sépare de Shapour après trois ans de mariage. Elle entretient une brève liaison avec Nasser Khodayar, éditeur en chef du magazine Farrokhzad. Après leur séparation, celui-ci publie d'elle une série de portraits dépréciatifs. En 1955, souffrant de dépression, Farrokhzad est hospitalisée plusieurs mois. En 1956, à sa sortie d'hospitalisation, elle quitte l'Iran pour la première fois et voyage pendant neuf mois en Europe.
Ses recueils suivants sont ديوار (« Le mur »), publié en 1956, et عصيان (« La rébellion »), publié en 1958. C'est au cours de cette même année qu'elle rencontre Ebrahim Golestan, célèbre écrivain et cinéaste iranien, et qu'elle commence à coopérer avec lui.
Elle déménage à Tabriz en 1962 et réalise son film La maison est noire (en persan : خانه سیاه است, Kẖạneh sy̰ạh ạst), un film sur la vie des lépreux. Le film remporte le grand prix du documentaire au festival d'Oberhausen en 1963.
Son dernier recueil de poèmes, intitulé ايمان بياوريم به اغاز فصل سرد (« Laissez-nous croire au début de la saison froide »), est publié de manière posthume.

## Poésie
Les poèmes de Farrokhzad contiennent de nombreuses références à la mythologie perse et sont notamment centrés sur l'amour. Sa poésie est d'ailleurs considérée comme une poésie sensuelle en ce qu’elle convoque souvent les sens du lecteur par l’évocation de couleurs, de sons.
Sa poésie aborde également des enjeux relatifs aux droits des femmes, à l'instar de sa contemporaine Jâleh Qâem-Maqâmi.

## Publications

### En français
- Saison froide, Arfuyen, 1991.
- Le temps passa et l’horloge frappa quatre coups, traduit par Kéramat Movallali, édition indépendante, 1996.  (ISBN 978-1691068203)
- La Conquête du jardin : Poèmes 1951-1965, traduit par Jalal Alavinia, préface de Christian Jambet, Lettres persanes, 2008, 243 p.  (ISBN 978-2916012001)
- La Nuit lumineuse, Lettres persanes, 2011.
- Forough Farrokhzad : Poèmes 1954-1967, traduit par Jalal Alavinia, préface de Christian Jambet, Lettres persanes, 2015, 352 p.  (ISBN 978-2916012131)
- Au seuil d'une saison froide, recueil de poèmes bilingue français-persan traduit par Sara Saïdi B., L'Harmattan, 2017, 154 p.  (ISBN 978-2343136592)
- Œuvre poétique complète, Lettres persanes, 2017.
- La nuit lumineuse : Écrits : lettres, récits, nouvelles, articles, Lettres persanes, 2011.
- Une autre naissance, traduit par Laura Tirandaz et Ardeschir Tirandaz, Héros-Limite, 2022, 116 p. (ASIN 2889550575)
- Je suis la flamme, poèmes choisis et traduits du persan par Niloufar Sadighi et Franck Merger, Maelstrom - Rootleg, 2022.  (ISBN 9782875054272)
- Croyons à l'aube d'une saison froide, Héros-Limite, coll. « Feuilles d'herbe », 2023, 82 p.  (ISBN 978-2889550821)

### En anthologie
- S'il n'y a pas d'amour (anthologie de la poésie contemporaine persane), L'Harmattan, 2012. Recueil contenant 8 poèmes de Forough Farrokhzad parmi la centaine de poèmes traduits en français.
- Le Mont Damâvand et ses poètes : Nima Yushij, Forough Farrokhzad et Syavasi Kasraï, anthologie constituée et traduite par Myriam Bahramian, L'Harmattan, coll. « Poètes de cinq continents », 2018, 86 p.  (ISBN 978-2343138848)

## Filmographie
- 1962 : La maison est noire (en persan : خانه سیاه است, Kẖạneh sy̰ạh ạst) (court métrage documentaire)[3]

## Hommages
- Le film d'Abbas Kiarostami Le vent nous emportera (1999) est intitulé d'après le titre d'un poème de Forough Farrokhzad[8].
- En décembre 2006, une sélection de ses poèmes traduits en anglais, faite par Maryam Dilmaghani, est publiée en ligne pour célébrer le quarantième anniversaire de sa mort.
- Plusieurs émissions, notamment sur France Culture Forough Farrokhzâd (1934-1967), incarner la lumière

#### Ouvrages
- (en) Michael C. Hillman, A Lonely Woman, Forough Farrokhzad and Her Poetry, Mage Publisher, 1987.
- Mahshid Moshiri, Mille ans de poésie persane : les poètes persanophones, Paris, Éditions L'Harmattan, 2009, 238 p. (ISBN 978-2-296-09598-4, lire en ligne ), « F. Farrokhzad, Forough », p. 89-91.
- Leili Anvar, Béatrice Didier (dir.), Antoinette Fouque (dir.) et Mireille Calle-Gruber (dir.), Dictionnaire universel des créatrices, Éditions des femmes, 2013, « Farrokhzâd, Forough (Téhéran 1934 -id. 1967) », p. 1498.
- Jasmin Darznik, L'Oiseau captif, éd. Stéphane Marsan, 2018.

#### Articles
- Agnès Devictor, « Forough Farrokhzad, poétesse du « Vent » », Le Monde,‎ 24 novembre 1999 (lire en ligne).
- « Cinéma iranien », Le Monde,‎ 10 décembre 1999 (lire en ligne).
- Philippe Piazzo, « La maison est noire : "... un verset de l'obscurité" », Le Monde,‎ 15 septembre 2003 (lire en ligne).
- Annick Peigne-Giuly, « Sur la piste des films oubliés », Libération,‎ 29 novembre 2003 (lire en ligne).

#### Sites en italien
- (it) Sur enciclopediadelledonne.it
- (it) Sur lafarfalladifuoco.blogspot.it
- (it) Sur forughfarrokhzad.org
- (it) Sur cartesensibili.wordpress.com